# (35311) 1997 AE2
1997 AE2 (asteroide 35311) é um asteroide da cintura principal. Possui uma excentricidade de 0.10183460 e uma inclinação de 8.87739º.
Este asteroide foi descoberto no dia 3 de janeiro de 1997 por Takao Kobayashi em Oizumi.